# Departamento de Concepción (Chile)
| Departamento de Concepción | Departamento de Concepción                                        |
| -------------------------- | ----------------------------------------------------------------- |
| Cabecera:                  | Concepción                                                        |
| Superficie:                | km²                                                               |
| Habitantes:                | hab                                                               |
| Densidad:                  | hab/km²                                                           |
| Comunas/ Subdelegaciones:  | - Concepción - Talcahuano (1928-1934) - Penco - Hualqui - Florida |
| Ubicación                  |                                                                   |
|                            |                                                                   |

| Departamento de Concepción | Departamento de Concepción |
| -------------------------- | --- |
| Cabecera:                  | Concepción |
| Superficie:                | 459 km² (1897) |
| Habitantes:                | 55.750 hab (1895) |
| Densidad:                  | 121,5 hab/km² (1895) |
| Subdelegaciones:           | - 1ª, San José - 2ª, Santo Domingo - 3ª, San Agustín - 4ª, La Merced - 5ª, Chiguayante - 6ª, Nonquén - 7ª, Gualqui - 8ª, Palomares - 9ª, Penco |
| Municipalidades:           | - capital departamental: - Concepción - otras municipalidades (1891) - Penco (1891) - Gualqui (1891) - Chiguayante (1925 - 1927)               |
| Ubicación                  | |
|                            | |

El Departamento de Concepción es una antigua división territorial de Chile, que pertenecía a la Provincia de Concepción. La cabecera del departamento fue Concepción. Corresponde a la antigua Delegación de Concepción. En 1850, se separa la Subdelegación de Talcahuano, creándose el Departamento de Talcahuano. Con ley de 10 de enero de 1884 se incorporó la subdelegación 6.ª de Palomares y subdelegación 5.ª de Hualqui del Departamento de Puchacay y luego, la subdelegación 12.ª de Penco del Departamento de Coelemu. El 30 de diciembre de 1927, con el DFL N° 8.582, es incorporado parte del Departamento de Talcahuano, y la de Puchacay sin las antiguas subdelegaciones 2.ª Quillón y 3.ª Cerro Negro (Comuna de Quillón) que pasan al nuevo departamento de Bulnes. Con el DFL N° 8.583, se suprime la Comuna de Chiguayante incorporándose a la nueva Comuna-Subdelegación de Concepción. Años después, se restablece el Departamento de Talcahuano, con Ley n.º 5.309 de 4 de diciembre de 1933.

## Límites
El Departamento de Concepción limitaba:
- al norte con el Departamento de Coelemu y el Departamento de Talcahuano (1850).
- al oeste con el Departamento de Talcahuano.
- al sur con el río Biobío y el Departamento de Lautaro.
- Al este con el Departamento de Rere y el Departamento de Puchacay

Desde 1928 el Departamento de Concepción limitaba:
- al norte con el Departamento de Tomé.
- al oeste con el océano Pacífico
- al sur con el río Biobío y el Departamento de Coronel.
- Al este con el Departamento de Yumbel, y el Departamento de Bulnes.

## Administración
La Ilustre Municipalidad de Concepción se encargaba de la administración local del departamento, con sede en Concepción, en donde se encontraba la Intendencia Provincial de Concepción. 
En 1850, se crea el Departamento de Talcahuano y la I. Municipalidad de Talcahuano, separándose del Departamento de Concepción.
Con el Decreto de Creación de Municipalidades del 22 de diciembre de 1891, se crean las siguientes municipalidades con sus sedes y cuyos territorios son las subdelegaciones detalladas a continuación:
| Municipalidad Sede | Subdelegaciones    |
| ------------------ | ------------------ |
| Concepción         | 1.ª, San José      |
| Concepción         | 2.ª, Santo Domingo |
| Concepción         | 3.ª, San Agustín   |
| Concepción         | 4.ª, La Merced     |
| Gualqui            | 5.ª, Chiguayante   |
| Gualqui            | 6.ª, Nonquén       |
| Gualqui            | 7.ª, Gualqui       |
| Penco              | 8.ª, Palomares     |
| Penco              | 9.ª, Penco         |

El 7 de octubre de 1925, se crea la Comuna de Chiguayante con sede en Chiguayante.
En 1927 con el DFL 8582 se modifica la composición del departamento y con el DFL 8583 se definen las nuevas subdelegaciones y comunas, que entran en vigor el año 1928.

## Subdelegaciones
El año 1871, el Departamento estaba compuesto por las siguientes subdelegaciones:
| Subdelegación      | Distrito |
| ------------------ | -------- |
| 1.ª, San José      | 1.º      |
| 1.ª, San José      | 2.º      |
| 1.ª, San José      | 3.º      |
| 1.ª, San José      | 4.º      |
| 1.ª, San José      | 5.º      |
| 1.ª, San José      | 6.º      |
| 1.ª, San José      | 7.º      |
| 2.ª, Santo Domingo | 1.º      |
| 2.ª, Santo Domingo | 2.º      |
| 2.ª, Santo Domingo | 3.º      |
| 2.ª, Santo Domingo | 4.º      |
| 2.ª, Santo Domingo | 5.º      |
| 2.ª, Santo Domingo | 6.º      |
| 2.ª, Santo Domingo | 7.º      |
| 3.ª, San Agustín   | 1.º      |
| 3.ª, San Agustín   | 2.º      |
| 3.ª, San Agustín   | 3.º      |
| 3.ª, San Agustín   | 4.º      |
| 3.ª, San Agustín   | 5.º      |
| 4.ª, La Merced     | 1°       |
| 4.ª, La Merced     | 2°       |
| 4.ª, La Merced     | 3°       |
| 4.ª, La Merced     | 4°       |
| 4.ª, La Merced     | 5°       |
| 4.ª, La Merced     | 6°       |
| 5.ª, Chiguayante   | 1°       |
| 5.ª, Chiguayante   | 2°       |
| 6.ª, Nonquén       | 1°       |
| 6.ª, Nonquén       | 2°       |
| 6.ª, Nonquén       | 3°       |

Elaborado a partir de: Anuario Estadístico de la República de Chile correspondiente a los años 1870 y 1871, 1871, Imprenta Nacional, Santiago, Chile.
En esa fecha son segregadas las subdelegaciones 
- 5.ª, Palomares;
- 6.ª, Gualqui; pertenecientes al Departamento de Puchacay

Luego se segrega la subdelegación:
- 12.ª, Penco; perteneciente al Departamento de Coelemu

Las subdelegaciones, cuyos límites asigna el decreto del 15 de junio de 1888, son las siguientes:
| Subdelegación      | Distrito               |
| ------------------ | ---------------------- |
| 1.ª, San José      | 1.º, Mercado           |
| 1.ª, San José      | 2.º, Comercio          |
| 1.ª, San José      | 3.º, Las Monjas        |
| 1.ª, San José      | 4.º, El Buen Pastor    |
| 1.ª, San José      | 5.º, San Francisco     |
| 1.ª, San José      | 6.º, Alameda Vieja     |
| 1.ª, San José      | 7.º, El Ferrocarril    |
| 1.ª, San José      | 8.º, La Vega           |
| 2.ª, Santo Domingo | 1°, El Club            |
| 2.ª, Santo Domingo | 2°, El Óvalo           |
| 2.ª, Santo Domingo | 3°, El Convento        |
| 2.ª, Santo Domingo | 4°, El Hospicio        |
| 2.ª, Santo Domingo | 5°, La Artillería      |
| 2.ª, Santo Domingo | 6°, La Puntilla        |
| 2.ª, Santo Domingo | 7°, Agua de las Niñas  |
| 3.ª, San Agustín   | 1°, El Liceo           |
| 3.ª, San Agustín   | 2°, La Curtiembre      |
| 3.ª, San Agustín   | 3°, La Toma            |
| 3.ª, San Agustín   | 4°, Los Manzanos       |
| 3.ª, San Agustín   | 5°, El Hospital        |
| 4.ª, La Merced     | 1°, Plaza de Armas     |
| 4.ª, La Merced     | 2°, Polanco            |
| 4.ª, La Merced     | 3°, El Teatro          |
| 4.ª, La Merced     | 4°, Las Tres Pascualas |
| 4.ª, La Merced     | 5°, Oreganal           |
| 4.ª, La Merced     | 6°, Chillancito        |
| 4.ª, La Merced     | 7°, Agua Negra         |
| 5.ª, Chiguayante   | 1°, El Paradero        |
| 5.ª, Chiguayante   | 2°, Lonco              |
| 6.ª, Nonquén       | 1°, Puchacai           |
| 6.ª, Nonquén       | 2°, El Valle           |
| 7.ª, Gualqui†      | 1°, El Pueblo          |
| 7.ª, Gualqui†      | 2°, El Águila          |
| 7.ª, Gualqui†      | 3°, Pichaco            |
| 7.ª, Gualqui†      | 4°, Diucalemu          |
| 7.ª, Gualqui†      | 5°, Millahue           |
| 7.ª, Gualqui†      | 6°, San Onofre         |
| 7.ª, Gualqui†      | 7°, Quilacoya          |
| 8.ª, Palomares     | 1°, Las Ulloas         |
| 8.ª, Palomares     | 2°, Margarita          |
| 8.ª, Palomares     | 3°, Patagua            |
| 8.ª, Palomares     | 4°, Dilmena            |
| 8.ª, Palomares     | 5°, Chaimávida         |
| 9.ª, Penco         | 1°, El Pueblo          |
| 9.ª, Penco         | 2°, Lirquén            |
| 9.ª, Penco         | 3°, Coihueco           |
| 9.ª, Penco         | 4°, Andalién           |

Elaborado a partir de: Memoria presentada al Supremo Gobierno por la Comisión Central del Censo, 1908, Santiago, Chile.
†Hualqui de acuerdo al DFL N.º 8.583. 
Las subdelegaciones urbanas son: 1.ª, San José; 2.ª, Santo Domingo; 3.ª, San Agustín y 4.ª, La Merced
Las subdelegaciones rurales son: 5.ª, Chiguayante; 6.ª, Nonquén; 7.ª, Gualqui; 8.ª, Palomares y 9.ª, Penco

## Comunas y subdelegaciones (1927)
De acuerdo al DFL 8583 del 30 de diciembre de 1927, en el Departamento de Concepción se crean las comunas y subdelegaciones con los siguientes territorios:
- Concepción, que comprende las antiguas subdelegaciones 1.a San José, 2.a Santo Domingo, 3.a San Agustín, 4.a La Merced, 5.a Chiguayante y 6.a Nonquén.
- Talcahuano, que comprende todo el territorio del antiguo departamento de Talcahuano.
- Penco, que comprende las antiguas subdelegaciones 8.a Palomares y 9.a Penco.
- Hualqui, que comprende la antigua subdelegación 7.a Hualqui.
- Florida, que comprende las antiguas subdelegaciones 1.a Florida, 4.a Copiulemu y 5.a Poñén del antiguo departamento de Puchacay.

Luego, se restablece el Departamento de Talcahuano, con la Ley n.º 5.309 de 4 de diciembre de 1933 con la Comuna-Subdelegación de Talcahuano.